# 黃雨瑟惠
黃雨瑟惠（韓語：황우슬혜，1979年8月10日—），韓國女演員。

## 演藝經歷
- 2022年5月9日，簽約加入經紀公司TH Company。[1]

## 演出作品

### 電視劇
- 2010年：KBS《Darma Special－我們的愛情有點瘋狂》飾演 莫南希
- 2011年：KBS《相信愛》飾演 崔允姬
- 2012年：KBS《需要仙女》飾演 仙女彩華
- 2013年：MBC《Drama Festival－森林裡沉睡的魔女》飾演 崔雅美
- 2014年：SBS《心情好的日子》 飾演 鄭多愛
- 2015年：MBC《偉大的糟糠之妻》飾演 吳靜美
- 2016年：tvN《獨酒男女》飾演 黃真伊
- 2017年：TV朝鮮《在你背上扣球》飾演 朴瑟惠
- 2019年：MBC《有瑕疵的人們》飾演 李康熙
- 2019年：tvN《愛的迫降》飾演 都惠智
- 2021年:  TV朝鮮 《Uncle》飾演 金宥拉
- 2022年：SBS 《我們從今天開始》 飾演 呂珍熙
- 2022年：KBS2《美男堂》 飾演 李敏卿
- 2022年：KBS《謝幕》 飾演 智媛
- 2024年：tvN《假釋審查官李韓信》 飾演 崔媛美

### 電影
- 2008年：《胡蘿蔔小姐》
- 2008年：《急速醜聞》
- 2009年：《閣樓大象》
- 2009年：《饑渴誘罪》
- 2010年：《暴風前夜》
- 2011年：《白色:詛咒的旋律》
- 2014年：《初戀大作戰》
- 2015年：《爱的礼赞 (又名：長壽商會)》
- 2018年：《摔跤選手》
- 2019年：《新奇士家族（朝鲜语：썬키스 패밀리）》飾演 美姬
- 2020年：《大畫特務》飾演 Mina
- 2025年：《大畫特務2》[2]
- 待定：《Boss》饰演 智英

### 音樂劇
- 《呼吸的人們》
- 《Silk Road》
- 《狗》
- 《安靜的女人》
- 《Gospel》

### 短篇電影
- 《少女故事》
- 《路》

### 綜藝節目
- 2010年：MBC《我們結婚了》（與李善鎬）

## 外部連結
- NAVER
- 黃雨瑟惠的Instagram帳戶
- 黃雨瑟惠在互联网电影资料库（IMDb）上的資料（英文）